# Elisenda van Montcada
Elisenda van Montcada (Aitona, 1292 — Barcelona, 9 juni 1364) was als (vierde) echtgenote van Jacobus II van Aragón koningin van Aragón.
Elisenda was een dochter van Peter I van Montcada (1267–1300), heer van Altona en Soses en diens tweede echtgenote Gisela d'Abarca. Ze trouwde op 25 december 1322 in Tarragona met Jacobus II. Zij hadden geen kinderen. Na Jacobus' overlijden in 1327 zou ze zich in het Clarissen klooster van Pedralbes (Barcelona) als non terugtrekken, waar ze op 9 juni 1364 overleed.